# Blood Run (álbum)
Blood Run es el quinto álbum de estudio de Unsane, lanzado en 2005 por Relapse Records.

## Recepción
Eduardo Rivadavia de Allmusic dijo "es un lugar aterrador donde cada palabra pronunciada es un grito desigual, con guitarras metálicas que pegan contra una batería que parece martillar un yunque y desconcertantes fragmentos de melodías con eco en canciones sobresalientes como "Backslide", "Killing Time", y "Latch" estas muestran a la banda con una excelente y sorprendente transparencia".

## Lista de canciones
1. "Back Slide" – 4:11
2. "Release" – 2:35
3. "Killing Time" – 4:55
4. "Got It Down" – 3:42
5. "Make Them Prey" – 4:21
6. "Hammered Out" – 4:43
7. "D Train" – 2:19
8. "Anything" – 3:27
9. "Recovery" – 3:45
10. "Latch" – 2:42
11. "Dead Weight" – 7:03

## Créditos
- Chris Spencer – guitarra, voz, fotografía
- Dave Curran – bajo, voz
- Vincent Signorelli – batería
- Alan Douches – mastering
- Joel Hamilton – solo de guitarra en "Latch", productor, ingeniero
- Orion Landau – diseño
- James Rexroad – fotografía